# RS-232

RS-232 표준에 명시된 DB-25 커넥터

전기 통신에서 RS-232 또는 권장 표준 232는 데이터의 직렬 통신 전송을 위해 1960년에 도입된 기술 표준이다. 이 표준은 컴퓨터 단말기 또는 개인용 컴퓨터와 같은 DTE(데이터 단말 장치)와 모뎀과 같은 DCE(데이터 회선 종단 장치 또는 데이터 통신 장치)를 연결하는 신호를 공식적으로 정의한다. 이 표준은 신호의 전기적 특성과 타이밍, 신호의 의미, 커넥터의 물리적 크기 및 핀 배치를 정의한다. 현재 표준 버전은 1997년에 발행된 TIA-232-F 데이터 단말 장치와 직렬 이진 데이터 교환을 사용하는 데이터 회선 종단 장치 간의 인터페이스이다.
RS-232 표준은 직렬 포트 및 직렬 케이블과 함께 일반적으로 사용되었다. 이는 산업용 통신 장치에서 여전히 널리 사용된다.
RS-232 표준을 준수하는 직렬 포트는 한때 많은 유형의 컴퓨터에서 표준 기능이었다. 개인용 컴퓨터는 모뎀뿐만 아니라 프린터, 컴퓨터 마우스, 데이터 저장 장치, 무정전 전원 공급 장치 및 기타 주변 장치에 대한 연결에도 사용했다.
이후의 RS-422, RS-485, 이더넷과 같은 인터페이스와 비교할 때 RS-232는 전송 속도가 낮고, 최대 케이블 길이가 짧고, 전압 스윙이 크고, 표준 커넥터가 크며, 다중 지점 기능이 없고 멀티드롭 기능이 제한적이다. 최신 개인용 컴퓨터에서는 USB가 대부분의 주변 장치 인터페이스 역할에서 RS-232를 대체했다. 그러나 RS-232 인터페이스는 단순성과 과거의 유비쿼터스 덕분에 특히 단거리, 지점간, 저속 유선 데이터 연결이 충분한 산업용 CNC 기계, 네트워킹 장비 및 과학 기기에서 여전히 사용된다.

## 표준의 범위
1969년 미국 전자 산업 협회(EIA) 표준 RS-232-C는 다음을 정의한다:
- 논리 레벨, 보드율, 타이밍, 신호의 슬루율, 전압 내압 레벨, 단락 회로 동작, 최대 부하 전기 용량과 같은 전기 신호 특성.
- 인터페이스 기계적 특성, 플러그형 커넥터 및 핀 식별.
- 인터페이스 커넥터의 각 회로 기능.
- 선택된 통신 애플리케이션을 위한 인터페이스 회로의 표준 하위 집합.

이 표준은 문자 인코딩 (예: ASCII, EBCDIC 등), 문자의 프레이밍 (시작 또는 정지 비트 등), 비트 전송 순서 또는 오류 감지 프로토콜과 같은 요소를 정의하지 않는다. 문자 형식 및 전송 비트레이트는 직렬 포트 하드웨어, 일반적으로 UART에 의해 설정되며, 이는 또한 내부 논리 레벨을 RS-232 호환 신호 레벨로 변환하는 회로를 포함할 수 있다. 이 표준은 전송을 위한 비트율을 정의하지 않지만, 20,000 비트/초 미만의 비트레이트를 위한 것이라고 명시한다.

## 역사
RS-232는 1960년에 미국 전자 산업 협회 (EIA)에 의해 권장 표준으로 처음 도입되었다. 원래 DTE는 전기 기계식 전신타자기였으며, 원래 DCE는 (일반적으로) 모뎀이었다. 전자 단말기 (스마트 및 덤)가 사용되기 시작했을 때, 그들은 종종 전신타자기와 교환 가능하도록 설계되었고, 그래서 RS-232를 지원했다.

### 개정 A에서 C까지
1960년대 내내 232 표준은 컴퓨터 및 네트워킹 기술의 주요 혁신에 따라 몇 차례 반복을 거쳤다.
1963년 10월, EIA는 첫 번째 개정판인 EIA RS-232-A를 발표했다. 이 개정판은 다른 커넥터 유형과 다른 전압 범위를 포함한 반복적인 개선 사항을 도입했다.
1965년 10월, EIA는 EIA RS-232-B를 발표했다. 이 개정판은 더 긴 케이블 길이를 허용하고 신호 타이밍을 증가시키기 위해 전기 용량 사양을 늘렸다. 또한 전압을 25 Vpp에서 15 Vpp로 낮췄다.
1969년 8월, EIA는 EIA RS-232-C: 직렬 이진 데이터 교환을 사용하는 데이터 단말 장치와 데이터 통신 장치 간의 인터페이스를 발표했다. 이 개정판은 전압을 12 Vpp로 낮추고 표준에 데이터 통신 장치(DCE) 모뎀 사용을 도입했다.

### RS-232 현대화 및 개정 D
기술이 발전함에 따라 RS-232 표준은 점차 구식이 되어갔다.
1975년, RS-232 표준의 수정으로 후속 표준인 EIA RS-422 표준이 만들어졌다. 그러나 RS-422 표준이 개발되는 동안 RS-232 표준은 컴퓨팅 분야에서 인기를 얻고 있었기 때문에 레거시 시스템과 지속적인 사용을 수용하기 위해 표준이 업데이트되었다.
1981년, EIA는 모든 발행 표준에 대한 권장 표준(RS) 명칭을 삭제하고 232 표준을 EIA-232-C로 재발행했다.
1986년, EIA는 ANSI/EIA-232-D를 발행했다. 이 개정판에는 DB-25 커넥터를 표준의 일부로 포함하는 주요 변경 사항이 포함되었으며(RS-232-C의 부록에서만 참조됨), 회로 용량 제한을 2.5 nF로 설정했다.

### 전기 통신 산업 협회 및 개정 E
1988년, 미국 전기통신공업회 (TIA)는 EIA 산하 여러 조직의 합병으로 설립되었다.
1991년, TIA와 EIA는 함께 ANSI/EIA/TIA-232-E-1991: 직렬 이진 데이터 교환을 사용하는 데이터 단말 장치와 데이터 통신 장치 간의 인터페이스를 발표했으며, 더 작은 표준 D-쉘 26핀 "Alt A" 커넥터를 추가하고, ITU-T/CCITT V.24 (회로 식별), ITU-T/CCITT V.28 (신호 전압 및 타이밍 특성) 및 ISO 2110과의 호환성을 개선하기 위한 다른 변경 사항을 적용했다.

### EIA 이름 변경 및 개정 F
1997년에 미국 전자 산업 협회는 미국 전기통신공업회를 자회사로 두는 전자 산업 연합으로 재편되었다. 같은 해 10월, TIA는 TIA ANSI/TIA/EIA-232-F: 데이터 단말 장치와 직렬 이진 데이터 교환을 사용하는 데이터 회선 종단 장치 간의 인터페이스를 발행했다.
2002년 EIA는 표준을 전적으로 TIA에 위임했으며, TR-30 멀티미디어 액세스, 프로토콜 및 인터페이스 위원회에 의해 개정 F가 TIA ANSI/TIA-232-F (R 2002)로 재발행되었다.

### EIA 해체 이후
미국 전자 산업 협회 해체 이후, TIA는 2012년에 TIA TIA-232-F (R 2012)로 표준을 재확인했으며, 공식적인 변경이나 개정은 없었다. 이후 표준에 대한 공식적인 변경은 이루어지지 않았다.

## 표준의 한계
RS-232는 단말기와 모뎀을 상호 연결하는 원래 목적 이상으로 사용되기 때문에 한계를 해결하기 위한 후속 표준이 개발되었다. RS-232 표준의 문제점은 다음과 같다:
- 큰 전압 스윙과 양극 및 음극 공급 장치 요구 사항은 인터페이스의 전력 소비를 증가시키고 전원 공급 장치 설계를 복잡하게 만든다. 전압 스윙 요구 사항은 호환 인터페이스의 최고 속도도 제한한다.
- 공통 신호 접지를 참조하는 단일 종단 신호는 노이즈 내성 및 전송 거리를 제한한다.
- 두 개 이상의 장치 간의 멀티드롭 연결은 정의되지 않는다. 멀티드롭 "해결책"이 고안되었지만, 속도 및 호환성에 제한이 있다.
- 이 표준은 DTE를 DTE에 직접 연결하거나 DCE를 DCE에 연결할 가능성을 다루지 않는다. 널 모뎀 케이블을 사용하여 이러한 연결을 달성할 수 있지만, 이들은 표준에 의해 정의되지 않으며 일부 케이블은 다른 케이블과 다른 연결을 사용한다.
- 링크의 두 끝에 대한 정의가 비대칭이다. 이로 인해 새로 개발된 장치의 역할 할당이 문제가 된다. 설계자는 DTE와 같은 인터페이스 또는 DCE와 같은 인터페이스, 그리고 어떤 커넥터 핀 할당을 사용할지 결정해야 한다.
- 인터페이스의 핸드셰이킹 및 제어 라인은 다이얼업 통신 회로의 설정 및 해제를 위한 것이다. 특히, 흐름 제어를 위한 핸드셰이크 라인 사용은 많은 장치에서 안정적으로 구현되지 않는다.
- 장치에 전력을 보내는 방법은 지정되지 않는다. DTR 및 RTS 라인에서 소량의 전류를 추출할 수 있지만, 이는 컴퓨터 마우스와 같은 저전력 장치에만 적합하다.

표준이 컴퓨터, 프린터, 테스트 장비, POS 단말기 등과 같은 장치의 요구 사항을 예상하지 못했기 때문에 장비에 RS-232 호환 인터페이스를 구현하는 설계자는 종종 표준을 독특하게 해석했다. 그 결과 발생한 일반적인 문제는 커넥터의 회로에 대한 비표준 핀 할당과 잘못되었거나 누락된 제어 신호였다. 표준 준수 부족으로 인해 브레이크아웃 박스, 패치 박스, 테스트 장비, 서적 및 다양한 장비 연결을 위한 기타 보조 장비 산업이 번성했다. 표준에서 흔히 벗어난 점은 감소된 전압으로 신호를 구동하는 것이었다. 따라서 일부 제조업체는 +5V 및 -5V를 공급하는 송신기를 만들고 이를 "RS-232 호환"으로 표시했다.

## 현대 개인용 컴퓨터에서의 역할

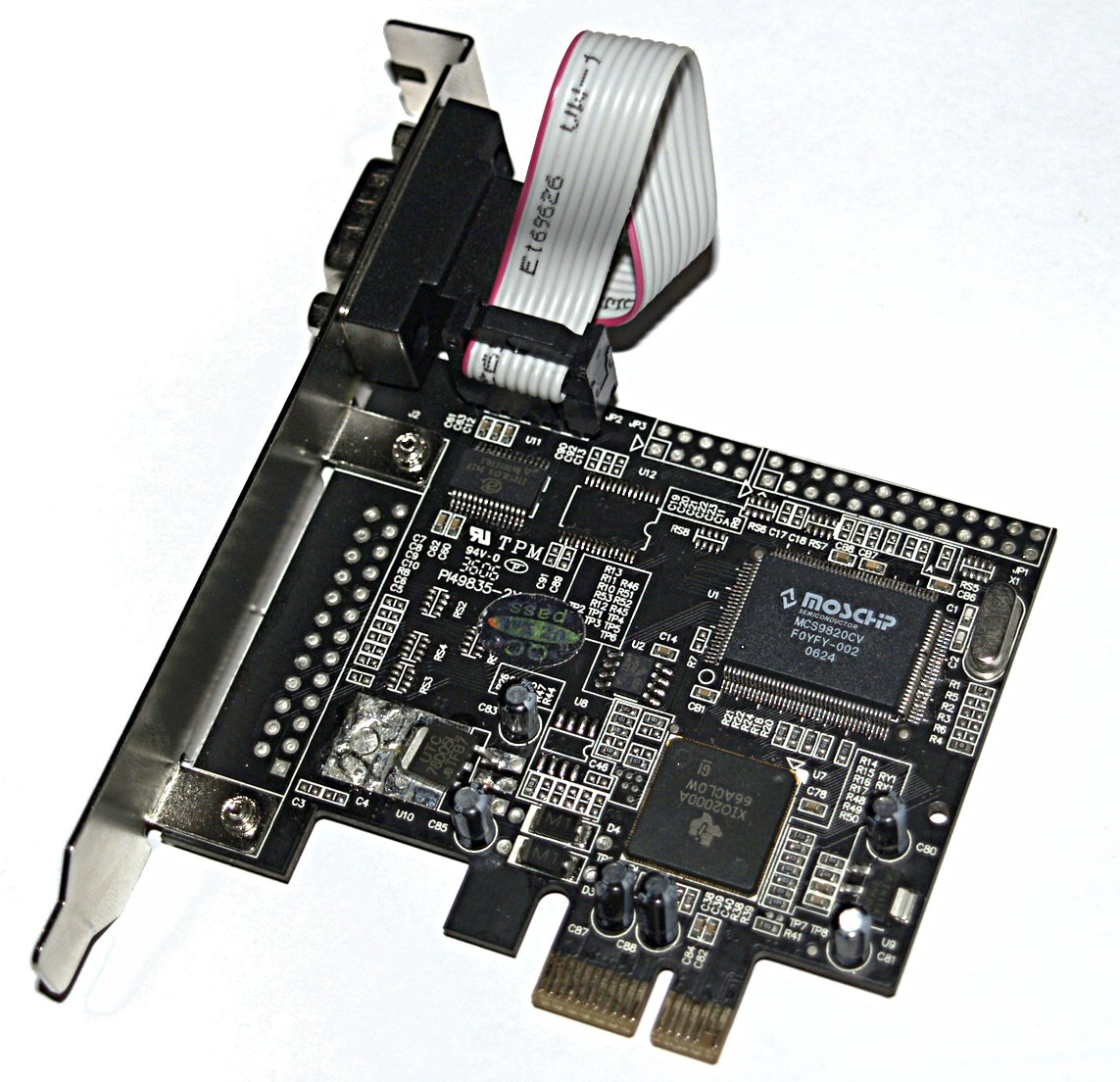
9핀 커넥터에 RS-232 포트가 하나 있는 PCI 익스프레스 x1 카드

도서 PC 97 하드웨어 설계 가이드에서 마이크로소프트는 원래 IBM PC 설계의 RS-232 호환 직렬 포트에 대한 지원을 중단했다. 오늘날 RS-232는 개인용 컴퓨터에서 대부분 USB로 대체되었다. RS-232에 비해 USB는 속도가 더 빠르고, 전압이 낮으며, 연결 및 사용이 더 간단한 커넥터를 사용한다는 장점이 있다. USB의 단점은 RS-232에 비해 전자파장애 (EMI)에 훨씬 덜 강하고, 표준에서 정의하는 최대 케이블 길이가 훨씬 짧다는 점이다(RS-232는 15미터, USB는 USB 버전 및 액티브 케이블 사용 여부에 따라 3~5미터). 적절한 라인 드라이버를 사용하면 RS-232 케이블 길이를 2000미터까지 늘릴 수 있다.
실험실 자동화 또는 측량과 같은 분야에서는 RS-232 장치가 계속 사용되고 있다. 일부 유형의 프로그래머블 로직 컨트롤러, 가변 전압 가변 주파수 제어, 서보 드라이브 및 컴퓨터 수치 제어 장비는 RS-232를 통해 프로그래밍할 수 있다. 컴퓨터 제조업체는 이러한 요구에 부응하여 컴퓨터에 DE-9M 커넥터를 재도입하거나 어댑터를 제공하고 있다.
RS-232 포트는 서버와 같은 헤드리스 시스템과 통신하는 데도 일반적으로 사용된다. 이러한 시스템에서는 모니터나 키보드가 설치되어 있지 않으며, 운영체제가 아직 실행되지 않아 네트워크 연결이 불가능한 부팅 중에 통신한다. RS-232 직렬 포트가 있는 컴퓨터는 이더넷을 통한 모니터링 대신 라우터와 같은 임베디드 시스템의 직렬 포트와 통신할 수 있다.
개인용 컴퓨터(및 기타 장치)도 기존 장비에 연결할 수 있도록 표준을 활용했다. 수년 동안 RS-232 호환 포트는 많은 컴퓨터에서 모뎀 연결과 같은 직렬 통신의 표준 기능이었다(컴퓨터는 DTE로 작동). 1990년대 후반까지 널리 사용되었다. 개인용 컴퓨터 주변 장치에서는 USB와 같은 다른 인터페이스 표준으로 대부분 대체되었다. RS-232는 여전히 구형 주변 장치, 산업 장비(예: 프로그래머블 로직 컨트롤러), 시스템 콘솔 포트 및 특수 목적 장비를 연결하는 데 사용된다.

## 물리적 인터페이스
RS-232에서 사용자 데이터는 비트의 시계열로 전송된다. 동기식 직렬 통신과 비동기식 직렬 통신 모두 표준에서 지원된다. 데이터 회로 외에도 표준은 DTE와 DCE 간의 연결을 관리하는 데 사용되는 여러 제어 회로를 정의한다. 각 데이터 또는 제어 회로는 한 방향으로만 작동한다. 즉, DTE에서 연결된 DCE로 또는 그 반대로 신호를 보낸다. 송신 데이터와 수신 데이터가 별도의 회로이기 때문에 인터페이스는 전이중 방식으로 작동하여 양방향 동시 데이터 흐름을 지원할 수 있다. 표준은 데이터 스트림 내의 문자 프레이밍 또는 문자 인코딩을 정의하지 않는다.

### 전압 레벨

1 시작 비트, 8 데이터 비트(최하위 비트 우선), 1 정지 비트가 있는 ASCII "K" 문자(4Bh = 01001011b)에 대한 전압 레벨의 다이어그램식 오실로스코프 트레이스. 이는 시작-정지 통신에 일반적이지만, 표준은 문자 형식 또는 비트 순서를 규정하지 않는다.

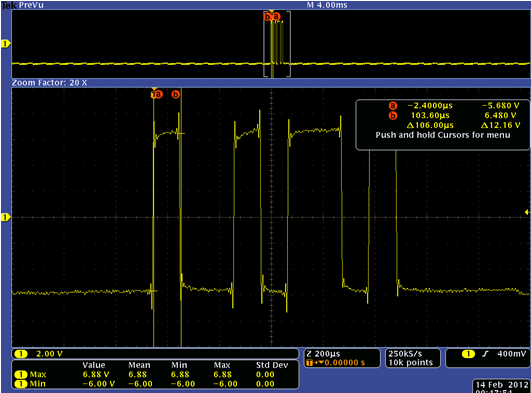
오실로스코프로 조사된 수신기 측(RxD) 터미널의 RS-232 데이터 라인(1 시작 비트, 8 데이터 비트, 1 정지 비트, 패리티 비트 없음의 ASCII "K" 문자(4Bh = 01001011b)용)

RS-232 표준은 데이터 전송 및 제어 신호 라인에 대한 논리 1 및 논리 0 레벨에 해당하는 전압 레벨을 정의한다. 유효한 신호는 "공통 접지"(GND) 핀을 기준으로 +3 ~ +15볼트 범위 또는 -3 ~ -15볼트 범위에 있다. 결과적으로 -3 ~ +3볼트 범위는 유효한 RS-232 레벨이 아니다. 데이터 전송 라인(TxD, RxD 및 해당 보조 채널 등가물)의 경우 논리 1은 음의 전압으로 표시되며 신호 조건은 "마크"라고 한다. 논리 0은 양의 전압으로 신호되며 신호 조건은 "스페이스"라고 한다. 제어 신호는 반대 극성을 갖는다. 활성 또는 활성 상태는 양의 전압이고 비활성 또는 비활성 상태는 음의 전압이다. 제어 라인의 예로는 송신 요청(RTS), 송신 가능(CTS), 데이터 단말 준비 (DTR) 및 데이터 세트 준비 (DSR)가 있다.
| 데이터 회로  | 제어 회로 | 전압       |
| ------------ | --------- | ---------- |
| 0 (스페이스) | 활성      | +3 ~ +15 V |
| 1 (마크)     | 비활성    | −15 ~ −3 V |

이 표준은 최대 개방 회로 전압이 25볼트임을 명시한다. 신호 레벨은 라인 드라이버 회로에 사용 가능한 전압에 따라 ±5V, ±10V, ±12V, ±15V가 일반적으로 관찰된다. 많은 RS-232 드라이버 칩에는 3볼트 또는 5볼트 공급 장치에서 필요한 전압을 생성하는 내장 전하 펌프 회로가 있다. RS-232 드라이버 및 수신기는 접지 또는 최대 ±25볼트의 모든 전압 레벨에 대한 무기한 단락 회로를 견딜 수 있어야 한다. 슬루율, 즉 신호가 레벨 간에 얼마나 빨리 변하는지도 제어된다.
전압 레벨이 일반적으로 집적 회로에서 사용되는 논리 레벨보다 높기 때문에 논리 레벨을 변환하기 위한 특수 중간 드라이버 회로가 필요하다. 또한 이들은 장치의 내부 회로를 단락 또는 RS-232 인터페이스에 나타날 수 있는 과도 현상으로부터 보호하고 데이터 전송을 위한 슬루율 요구 사항을 준수하기에 충분한 전류를 제공한다.
RS-232 회로의 양쪽 끝이 접지 핀이 0볼트라는 점에 의존하기 때문에, 한쪽 끝의 접지 핀과 다른 쪽 끝의 접지 핀 사이의 전압이 0이 아닐 때 기계와 컴퓨터를 연결할 때 문제가 발생한다. 이는 위험한 접지 루프를 유발할 수도 있다. 공통 접지를 사용하면 RS-232는 비교적 짧은 케이블을 사용하는 애플리케이션으로 제한된다. 두 장치가 충분히 멀리 떨어져 있거나 별도의 전원 시스템에 있는 경우, 케이블 양쪽 끝의 로컬 접지 연결은 다른 전압을 갖게 된다. 이 차이는 신호의 노이즈 마진을 감소시킨다. RS-422 또는 RS-485와 같은 균형 잡힌 차동 직렬 연결은 차동 신호 때문에 더 큰 접지 전압 차이를 견딜 수 있다.
접지된 사용되지 않는 인터페이스 신호는 정의되지 않은 논리 상태를 갖게 된다. 제어 신호를 영구적으로 정의된 상태로 설정해야 하는 경우, 논리 1 또는 논리 0 레벨을 설정하는 전압원에 연결해야 한다. 예를 들어 풀업 저항을 사용한다. 일부 장치는 이러한 목적을 위해 인터페이스 커넥터에 테스트 전압을 제공한다.

### 커넥터
RS-232 장치는 DTE(데이터 단말 장치) 또는 DCE(데이터 회선 종단 장치)로 분류될 수 있으며, 이는 각 장치에서 어떤 와이어가 각 신호를 송수신할지 정의한다. 표준에 따르면 수 커넥터는 DTE 핀 기능을 가지며, 암 커넥터는 DCE 핀 기능을 갖는다. 다른 장치는 커넥터 성별 및 핀 정의의 어떤 조합도 가질 수 있다. 많은 터미널은 암 커넥터로 제조되었지만 각 끝에 수 커넥터가 있는 케이블과 함께 판매되었다. 케이블이 있는 터미널은 표준의 권장 사항을 충족했다.
표준은 개정 C까지 D-sub 25핀 커넥터를 권장하며, 개정 D부터는 의무화한다. 대부분의 장치는 표준에 지정된 20개 신호 중 일부만 구현하므로 핀이 적은 커넥터와 케이블로 대부분의 연결에 충분하며, 더 작고 저렴하다. 개인용 컴퓨터 제조업체는 DB-25M 커넥터를 더 작은 DE-9M 커넥터로 대체했다. 이 커넥터는 다른 핀 배열(직렬 포트 핀 배치 참조)을 가지며 개인용 컴퓨터 및 관련 장치에 널리 사용된다.
25핀 D-sub 커넥터의 존재가 반드시 RS-232-C 호환 인터페이스를 의미하는 것은 아니다. 예를 들어, 원래 IBM PC에서는 수 D-sub가 RS-232-C DTE 포트였지만(예약된 핀에 비표준 전류 루프 인터페이스 포함), 동일한 PC 모델의 암 D-sub 커넥터는 병렬 "센트로닉스" 프린터 포트에 사용되었다. 일부 개인용 컴퓨터는 직렬 포트의 일부 핀에 비표준 전압 또는 신호를 사용했다.

### 케이블
이 표준은 최대 케이블 길이를 정의하지 않고, 대신 호환 드라이브 회로가 허용해야 하는 최대 정전 용량을 정의한다. 널리 사용되는 경험 법칙에 따르면 15 m (50 ft)보다 긴 케이블은 특수 케이블을 사용하지 않는 한 너무 많은 정전 용량을 가질 수 있다. 저용량 케이블을 사용하면 약 300 m (1,000 ft)까지 더 먼 거리에서도 통신을 유지할 수 있다. 더 먼 거리의 경우 RS-422와 같은 다른 신호 표준이 더 높은 속도에 적합하다.
표준 정의가 항상 올바르게 적용되는 것은 아니므로, 두 장치를 상호 연결할 때 작동하는 케이블을 찾기 위해 문서(Documentation)를 참조하거나, 브레이크아웃 박스로 연결을 테스트하거나, 시행착오를 거쳐야 하는 경우가 많다. 완전히 표준을 준수하는 DCE 장치와 DTE 장치를 연결하려면 각 커넥터의 동일한 핀 번호를 연결하는 케이블("직선 케이블"이라고 함)을 사용해야 한다. 케이블과 커넥터 간의 성별 불일치를 해결하기 위해 "젠더 체인저"를 사용할 수 있다. 다른 유형의 커넥터를 가진 장치를 연결하려면 아래 표에 따라 해당 핀을 연결하는 케이블이 필요하다. 한쪽 끝에 9핀, 다른 쪽 끝에 25핀이 있는 케이블이 흔하다. 8P8C 커넥터를 사용하는 장비 제조업체는 일반적으로 DB-25 또는 DE-9 커넥터(또는 때로는 여러 장치에서 작동할 수 있도록 교체 가능한 커넥터)가 있는 케이블을 제공한다. 품질이 좋지 않은 케이블은 데이터 및 제어 라인(예: 링 표시기) 간의 누화로 인해 잘못된 신호를 유발할 수 있다.
특정 케이블이 데이터 연결을 허용하지 않는 경우, 특히 젠더 체인저가 사용 중인 경우, 널 모뎀 케이블이 필요할 수 있다. 젠더 체인저 및 널 모뎀 케이블은 표준에 언급되어 있지 않으므로 공식적으로 승인된 설계는 없다.

## 데이터 및 제어 신호

1980년대 컴퓨터에서 흔히 볼 수 있는 25핀 직렬 포트(D-subminiature, DB-25)의 수 핀 배치

다음 표는 일반적으로 사용되는 RS-232 신호(사양에서는 "회로"라고 함)와 권장 DB-25 커넥터에 대한 핀 할당을 나열한다(표준에서 정의하지 않은 기타 일반적으로 사용되는 커넥터는 직렬 포트 핀 배치 참조).
| 회로               | 회로                                                                                       | 회로 | 방향 | 방향 | DB-25 핀 |
| 이름               | 일반적인 목적                                                                              | 약어 | DTE  | DCE  | DB-25 핀 |
| ------------------ | ------------------------------------------------------------------------------------------ | ---- | ---- | ---- | -------- |
| 데이터 터미널 준비 | DTE가 전화를 수신, 시작 또는 계속할 준비가 되었는지 여부.                                  | DTR  | 출력 | 입력 | 20       |
| 데이터 캐리어 감지 | DCE가 원격 DCE에서 캐리어를 수신 중.                                                       | DCD  | 입력 | 출력 | 8        |
| 데이터 세트 준비   | DCE가 데이터를 송수신할 준비가 됨.                                                         | DSR  | 입력 | 출력 | 6        |
| 링 표시기          | DCE가 전화선에서 수신되는 벨 신호를 감지함.                                                | RI   | 입력 | 출력 | 22       |
| 송신 요청          | DTE가 DCE에 데이터를 송신할 준비를 요청함.                                                 | RTS  | 출력 | 입력 | 4        |
| 수신 준비          | DTE가 DCE로부터 데이터를 수신할 준비가 됨. 사용 중인 경우 RTS는 항상 활성 상태라고 가정함. | RTR  | 출력 | 입력 | 4        |
| 송신 가능          | DCE가 DTE로부터 데이터를 수신할 준비가 됨.                                                 | CTS  | 입력 | 출력 | 5        |
| 송신 데이터        | DTE에서 DCE로 데이터를 전달.                                                               | TxD  | 출력 | 입력 | 2        |
| 수신 데이터        | DCE에서 DTE로 데이터를 전달.                                                               | RxD  | 입력 | 출력 | 3        |
| 공통 접지          | 위 모든 신호에 대한 0 전압 기준.                                                           | GND  | 공통 | 공통 | 7        |
| 보호 접지          | 섀시 접지에 연결됨.                                                                        | PG   | 공통 | 공통 | 1        |

신호는 DTE의 관점에서 명명된다. 단일 종단 신호의 접지 핀은 다른 연결에 대한 공통 리턴이며, 다른 핀의 전압이 참조되는 "제로" 전압을 설정한다. DB-25 커넥터에는 핀 1에 두 번째 "보호 접지"가 포함되어 있다. 이는 장비 프레임 접지에 내부적으로 연결되며, 케이블이나 커넥터에서 신호 접지에 연결되어서는 안 된다.

### 링 표시기

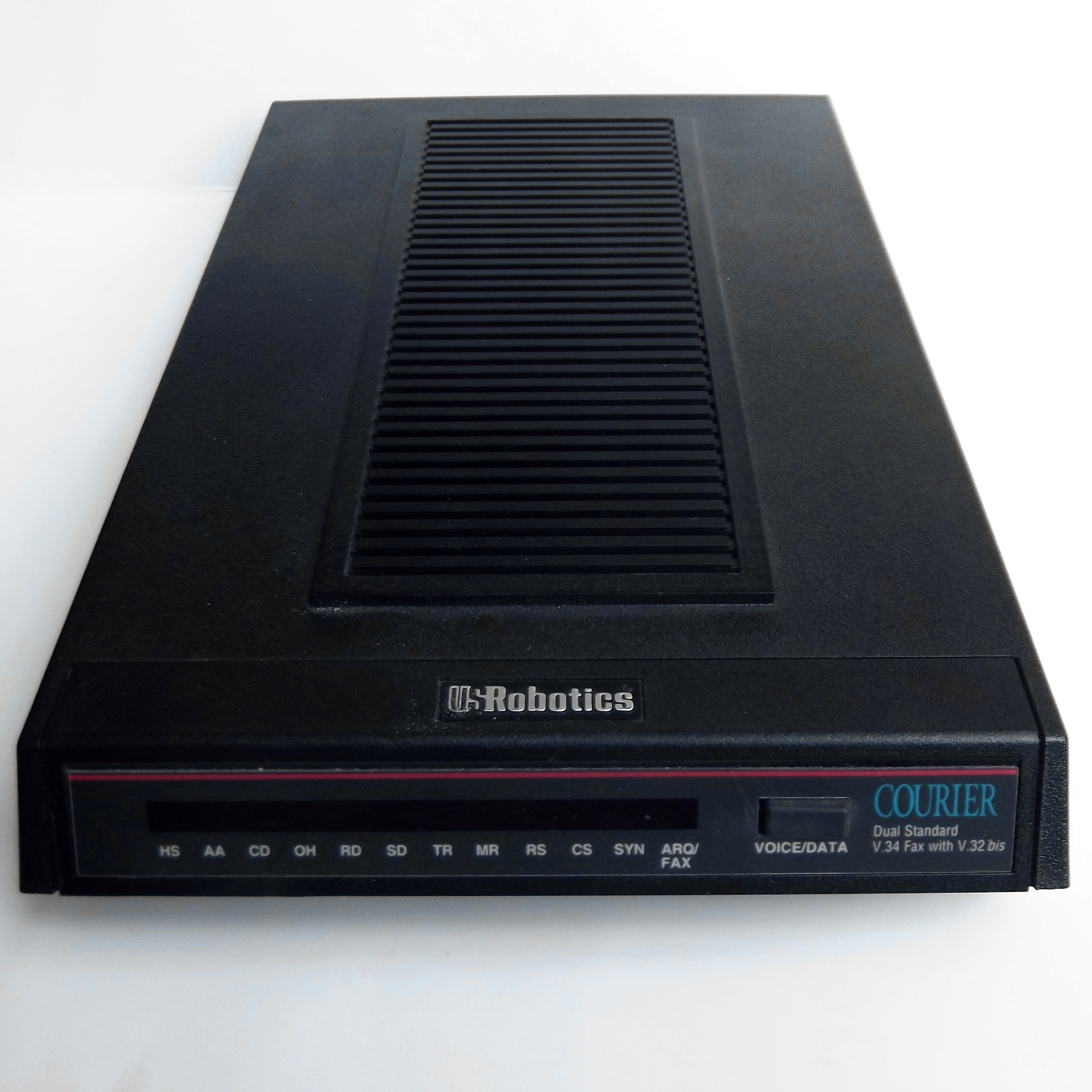
USRobotics Courier 외장 모뎀은 연결된 전화선이 울릴 때 호스트 컴퓨터에 알리기 위해 링 표시기 신호를 사용했다.

링 표시기(RI)는 DCE에서 DTE 장치로 전송되는 신호이다. 이 신호는 단말 장치에 전화선이 울리고 있음을 알려준다. 많은 컴퓨터 직렬 포트에서 RI 신호가 상태를 변경할 때 하드웨어 인터럽트가 생성된다. 이 하드웨어 인터럽트를 지원한다는 것은 소프트웨어가 핀의 상태를 지속적으로 "폴링"할 필요 없이 프로그램이나 운영 체제가 RI 핀의 상태 변경에 대해 알 수 있음을 의미한다. RI는 반대 방향으로 유사한 정보를 전달하는 다른 신호와 일치하지 않는다.
외부 모뎀에서 링 표시기 핀의 상태는 종종 "AA"(자동 응답) 표시등과 연결되어 있으며, RI 신호가 링을 감지하면 깜박인다. 활성화된 RI 신호는 링 패턴을 밀접하게 따르므로 소프트웨어는 특정 벨소리 패턴을 감지할 수 있다.
링 표시기 신호는 일부 구형 무정전 전원 공급 장치(UPS)에서 컴퓨터에 전원 고장 상태를 알리는 데 사용된다.
특정 개인용 컴퓨터는 Wake-on-Ring으로 구성할 수 있어 일시 중단된 컴퓨터가 전화 수신 전화를 받을 수 있다.

### RTS, CTS, 및 RTR
RTS(Request to Send) 및 CTS(Clear to Send) 신호는 원래 Bell 202와 같은 반이중(한 번에 한 방향) 모뎀과 함께 사용하기 위해 정의되었다. 이 모뎀은 필요하지 않을 때 송신기를 비활성화하고 다시 활성화될 때 수신기에 동기화 프리앰블을 전송해야 한다. DTE는 DCE에 전송 의사를 나타내기 위해 RTS를 활성화하고, 이에 대한 응답으로 DCE는 원격 DCE와 동기화가 이루어지면 허가를 부여하기 위해 CTS를 활성화한다. 이러한 모뎀은 더 이상 일반적으로 사용되지 않는다. DTE가 DCE로부터 수신되는 데이터를 일시적으로 중단하기 위해 사용할 수 있는 해당 신호는 없다. 따라서 RS-232의 RTS 및 CTS 신호 사용은 표준의 이전 버전에 따라 비대칭적이다.
이 방식은 오늘날의 RS-232-RS-485 변환기에서도 사용된다. RS-485는 한 번에 하나의 장치만 전송할 수 있는 다중 액세스 버스이며, 이는 RS-232에서는 제공되지 않는 개념이다. RS-232 장치는 RTS를 활성화하여 변환기에 RS-485 버스를 제어하도록 지시하여 변환기, 즉 RS-232 장치가 버스로 데이터를 보낼 수 있도록 한다.
현대 통신 환경에서는 전이중(양방향 동시) 모뎀을 사용한다. 이러한 환경에서는 DTE가 RTS를 비활성화할 이유가 없다. 그러나 회선 품질 변경, 데이터 처리 지연 등으로 인해 대칭적이고 양방향 흐름 제어가 필요하다.
양방향 흐름 제어를 제공하는 대칭적 대안은 1980년대 후반 다양한 장비 제조업체에 의해 개발되고 판매되었다. 이는 RTS 신호를 재정의하여 DTE가 DCE로부터 데이터를 수신할 준비가 되었음을 의미하게 했다. 이 방식은 결국 RS-232-E (당시에는 TIA-232-E) 버전에서 새로운 신호인 "RTR (Ready to Receive)"을 정의함으로써 공식화되었으며, 이는 CCITT V.24 회로 133이다. TIA-232-E와 해당 국제 표준은 회로 133이 구현될 경우 RTS (Request to Send)와 동일한 핀을 공유하며, 133이 사용 중일 때 DCE는 RTS가 항상 활성 상태라고 가정하도록 업데이트되었다.
이 방식은 일반적으로 "RTS/CTS 흐름 제어" 또는 "RTS/CTS 핸드셰이킹"이라고 불리지만(기술적으로는 "RTR/CTS"가 더 정확한 이름), DTE는 DCE로부터 데이터를 수신할 준비가 될 때마다 RTS를 활성화하고, DCE는 DTE로부터 데이터를 수신할 준비가 될 때마다 CTS를 활성화한다. 반이중 모뎀과 함께 RTS 및 CTS를 원래 사용했던 것과 달리, 이 두 신호는 서로 독립적으로 작동한다. 이는 하드웨어 흐름 제어의 예시이다. 그러나 RS-232 장비의 옵션 설명에서 "하드웨어 흐름 제어"는 항상 RTS/CTS 핸드셰이킹을 의미하는 것은 아니다.
이 프로토콜을 사용하는 장비는 일부 추가 데이터를 버퍼링할 준비가 되어 있어야 한다. 원격 시스템이 로컬 시스템이 RTR을 비활성화하기 직전에 전송을 시작했을 수 있기 때문이다.

### 3선 및 5선 RS-232
송신 데이터, 수신 데이터 및 접지로만 구성된 최소 "3선" RS-232 연결은 RS-232의 모든 기능이 필요하지 않을 때 일반적으로 사용된다. 데이터 흐름이 단방향인 경우(예: 주기적으로 무게를 전송하는 디지털 우체국 저울 또는 RS-232를 통한 구성이 필요 없는 경우 주기적으로 위치를 전송하는 GPS 수신기) 2선 연결(데이터 및 접지)도 사용할 수 있다. 양방향 데이터 외에 하드웨어 흐름 제어만 필요한 경우 RTS 및 CTS 라인이 5선 버전으로 추가된다.

## 거의 사용되지 않는 기능
EIA-232 표준은 대부분의 구현에서 사용되지 않는 여러 기능에 대한 연결을 지정한다. 이러한 기능을 사용하려면 25핀 커넥터와 케이블이 필요하다.

### 신호 속도 선택
DTE 또는 DCE는 "높은" 또는 "낮은" 신호 속도 사용을 지정할 수 있다. 속도와 속도를 선택할 장치는 DTE 및 DCE 모두에서 구성되어야 한다. 미리 배열된 장치는 데이터 신호 속도 선택기(DSRS, 핀 23) 신호를 ON으로 설정하여 높은 속도를 선택한다. 때로는 데이터 속도 선택(DRS)이라고도 불리는 이 신호는 더 일반적으로 사용되는 데이터 세트 준비(DSR, 핀 6)와 혼동해서는 안 된다.

### 루프백 테스트
많은 DCE 장치에는 테스트에 사용되는 루프백 기능이 있다. 활성화되면 신호는 수신자에게 전송되는 대신 송신자에게 다시 에코된다. 지원되는 경우 DTE는 로컬 DCE(연결된 DCE)에 로컬 루프(LL, 핀 18)를 ON으로 설정하여 루프백 모드로 들어가도록 신호를 보내거나 원격 DCE(로컬 DCE에 연결된 DCE)에 원격 루프(RL, 핀 21)를 ON으로 설정하여 루프백 모드로 들어가도록 신호를 보낼 수 있다. 후자는 통신 링크와 두 DCE를 모두 테스트한다. DCE가 테스트 모드에 있을 때 테스트 표시기(TI, 핀 25)를 ON으로 설정하여 DTE에 신호를 보낸다.
일반적으로 사용되는 루프백 테스트 버전은 어느 한쪽 끝의 특별한 기능을 포함하지 않는다. 하드웨어 루프백은 단순히 동일한 커넥터에서 보완 핀을 서로 연결하는 와이어이다(루프백 참조).
루프백 테스트는 종종 비트 오류율 측정기(BERT)라는 특수 DTE로 수행된다.

### 타이밍 신호
일부 동기식 장치는 특히 더 높은 데이터 속도에서 데이터 전송을 동기화하기 위한 클럭 신호를 제공한다. DCE에서 두 가지 타이밍 신호가 제공된다. 핀 15는 송신기 클럭(TCK) 또는 송신 타이밍(ST)이다. DTE는 이 클럭이 OFF에서 ON으로 전환될 때 송신 데이터 라인(핀 2)에 다음 비트를 넣는다(따라서 DCE가 비트를 등록할 때 ON에서 OFF로 전환되는 동안 안정적이다). 핀 17은 수신기 클럭(RCK) 또는 수신 타이밍(RT)이다. DTE는 이 클럭이 ON에서 OFF로 전환될 때 수신 데이터 라인(핀 3)에서 다음 비트를 읽는다.
또는 DTE는 송신 데이터에 대한 송신기 타이밍(TT, 핀 24)이라는 클럭 신호를 제공할 수 있다. 데이터는 클럭이 OFF에서 ON으로 전환될 때 변경되고, ON에서 OFF로 전환되는 동안 읽힌다. TT는 긴 케이블의 전달 지연 문제를 극복하는 데 사용될 수 있다. ST는 알 수 없는 길이와 지연의 케이블을 통과하여 또 다른 알 수 없는 지연 후에 DTE에서 비트를 클럭하고 동일한 알 수 없는 케이블 지연을 통해 DCE로 되돌려 보내야 한다. 고속으로 데이터를 보낼 때 데이터 비트가 ST의 ON에서 OFF로 전환될 때까지 제때 도착하지 않을 수 있다.
송신 비트와 TT 사이의 관계는 DTE 설계에서 고정될 수 있으며, 두 신호 모두 동일한 케이블 길이를 통과하므로 TT를 사용하면 문제가 제거된다. TT는 ST를 적절한 위상 변경으로 다시 루프하여 송신된 데이터와 정렬되도록 생성될 수 있다. ST 루프백을 TT로 사용하면 DTE는 DCE를 주파수 참조로 사용하고 클럭 대 데이터 타이밍을 수정할 수 있다.
SDLC, HDLC, X.25와 같은 프로토콜에는 동기식 클럭킹이 필요하다.

### 보조 채널
기본 채널과 동일한 기능을 가진 보조 데이터 채널은 DTE 및 DCE 장치에서 선택적으로 구현될 수 있다. 핀 할당은 다음과 같다.
| 신호                               | 핀                   |
| ---------------------------------- | -------------------- |
| 공통 접지                          | 7 (기본 채널과 동일) |
| 보조 송신 데이터 (STD 또는 S.TxD)  | 14                   |
| 보조 수신 데이터 (SRD 또는 S.RxD)  | 16                   |
| 보조 송신 요청 (SRTS 또는 S.RTS)   | 19                   |
| 보조 송신 가능 (SCTS 또는 S.CRS)   | 13                   |
| 보조 캐리어 감지 (SDCD 또는 S.DCD) | 12                   |

## 관련 표준
다른 직렬 신호 표준은 표준 준수 RS-232 포트와 상호 운용되지 않을 수 있다. 예를 들어, 거의 +5V 및 0V의 TTL 레벨을 사용하면 마크 레벨이 표준의 정의되지 않은 영역에 놓이게 된다. 이러한 레벨은 때때로 NMEA 0183-준수 GPS 수신기 및 어군 탐지기와 함께 사용된다. 전압 레벨을 변환하려면 MAX232와 같은 칩이 필요하다.
20mA 전류 루프는 20mA 전류의 부재를 높음으로, 루프 내 전류의 존재를 낮음으로 사용한다. 이 신호 방식은 장거리 및 포토 커플러 링크에 자주 사용된다. 전류 루프 장치를 RS-232 호환 포트에 연결하려면 레벨 변환기가 필요하다. 전류 루프 장치는 호환 장치의 최대 허용 전압 제한을 초과하는 전압을 공급할 수 있다. 원래 IBM PC 직렬 포트 카드는 20mA 전류 루프 인터페이스를 구현했지만, 다른 플러그 호환 장비 공급업체는 이를 모방하지 않았다.
RS-232와 유사한 다른 직렬 인터페이스:
- RS-422 – RS-232와 유사하지만 차동 신호를 사용하는 고속 시스템
- RS-423 – RS-422와 유사하지만 비균형 신호를 사용하는 고속 시스템
- RS-449 – RS-422 및 RS-423 신호를 사용한 기능적 및 기계적 인터페이스; RS-232처럼 인기를 얻지 못했고 EIA에 의해 철회됨
- RS-485 – 멀티드롭 구성에서 버스로 사용될 수 있는 RS-422의 후손
- MIL-STD-188 – RS-232와 유사하지만 임피던스 및 상승 시간 제어가 더 우수한 시스템. 한 가지 매우 중요한 차이점: RS-232는 양의 전압으로 0을, 음의 전압으로 1을 나타낸다. MIL-STD-188은 음의 전압으로 0을, 양의 전압으로 1을 나타낸다.
- EIA-530 – EIA-232 핀 배치 구성에 RS-422 또는 RS-423 전기적 특성을 사용하는 고속 시스템으로, 둘 다의 장점을 결합함; RS-449를 대체함
- EIA/TIA-561 – 8핀 8접점(8P8C) 모듈러 커넥터(부적절하게 RJ45 커넥터라고도 불림)용 RS-232 핀 배치를 정의함
- EIA/TIA-562 – EIA/TIA-232의 저전압 버전
- TIA-574 – IBM PC/AT에서 시작된 EIA-232 전기 신호에 사용하기 위한 9핀 D-subminiature 커넥터 핀 배치를 표준화함
- EIA/TIA-694 – TIA/EIA-232-F와 유사하지만 512 kbit/s까지 더 높은 데이터 속도를 지원함

국제전기통신연합은 EIA RS 232의 회로 정의와 호환되는 회로 정의를 포함하는 ITR-R V.24 (이전 CCITT 표준 V.24) "데이터 단말 장치(DTE)와 데이터 회선 종단 장치(DCE) 간 교환 회로 정의 목록" 표준을 발행한다. V.24는 신호 레벨이나 타이밍을 지정하지 않는다. 신호의 전기적 매개변수는 ITU-R-V.28에 지정되어 있다.

## 개발 도구
RS-232를 사용하는 시스템을 개발하거나 문제 해결할 때 하드웨어 신호를 면밀히 검토하는 것이 중요하다. 이는 데이터 및 제어 신호의 논리 레벨을 나타내는 LED가 있는 간단한 장치를 사용하여 수행할 수 있다. Y-케이블은 다른 직렬 포트를 사용하여 한 방향의 모든 트래픽을 모니터링할 수 있도록 하는 데 사용될 수 있다. 직렬 회선 분석기는 논리 분석기와 유사하지만 RS-232의 전압 레벨, 커넥터 및 사용되는 경우 클럭 신호에 특화된 장치이다. 이는 데이터 및 제어 신호를 수집, 저장 및 표시하여 개발자가 이를 자세히 볼 수 있도록 한다. 일부는 단순히 신호를 파형으로 표시한다. 더 정교한 버전은 ASCII 또는 기타 공통 코드에서 문자를 디코딩하고 SDLC, HDLC, DDCMP 및 X.25와 같은 RS-232를 통해 사용되는 공통 프로토콜을 해석하는 기능을 포함한다. 직렬 회선 분석기는 독립형 장치, 범용 논리 분석기 및 오실로스코프용 소프트웨어 및 인터페이스 케이블, 일반 개인용 컴퓨터 및 장치에서 실행되는 프로그램으로 제공된다.

## 같이 보기
- 직렬 포트
- RJ45